# اس‌ام یو-۲۹ (آلمان)
اس‌ام یو-۲۹ (آلمان) (به انگلیسی: SM U-29 (Germany)) یک زیردریایی بود که طول آن ۶۴٫۷ متر (۲۱۲٫۳ فوت) بود. این زیردریایی در سال ۱۹۱۳ ساخته شد.